# Heligkorskyrkan, Lund
Ej att förväxla med Heligkorskyrkan i Dalby, oftast kallad Dalby kyrka.
Heligkorskyrkan var en kyrka under medeltiden i Lund, som var helgad åt det heliga korset, det vill säga det kors som Jesus korsfästes på. Kyrkan låg strax norr om Stora Tvärgatan och öster om Lilla Södergatan.
Kyrkan nämns i en skriftlig källa första gången 1364. En annan källa från 1524 anger att sockenprästen för Heligkorskyrkan också var föreståndare för Helgeandshuset, som låg en bit ner på Stora Södergatan, nära den södra stadsporten.
På tomten Grynmalaren nr 13 i och vid Stora Södergatan har en kyrkogård påträffats, som tros tillhöra kyrkan. Vid grävningsarbeten 1926 hittades gravar som hörde till kyrkogården, och 1957 hittades delar av kyrkans kor och delar av två golvlager.
Kyrkan var byggd i romansk stil med rektangulärt långhus och ett kor med absid. Troligen har det funnits en kyrka av trä där tidigare innan stenkyrkan byggdes.